# Michał Milczarek
Michał Milczarek (ur. 11 czerwca 1943 r. w Warszawie, zm. 31 lipca 2007 r. w Słupsku) – aktor i reżyser teatru lalkowego.
Po wojnie wraz z rodzicami przeniósł się do Olsztyna. W 1961 r. ukończył Liceum Ogólnokształcące i wkrótce podjął pracę w olsztyńskim Teatrze Lalek "Czerwony Kapturek" (1962–1971) na prawach adepta. 16 lipca 1968 roku zdał egzamin aktorski przed Państwową Komisją Egzaminacyjną Ministra Kultury i Sztuki.
Po latach przeniósł się do Torunia i zaczarował swoich widzów w Teatrze Lalek "Baj Pomorski" (1971–1980), który doskonale ukształtował jego aktorskie umiejętności. Od 1980 r. był związany ze słupskim Teatrem Lalki "Tęcza", gdzie odnalazł swoje miejsce na ziemi.
Dorobek artysty obejmuje ponad 100 ról, asystentur i prac reżyserskich. Wrodzony talent aktora, poparty ogromną pracą i doświadczeniem sprawiały, że był on niekwestionowanym liderem zespołu artystycznego PTL "Tęcza". Również z tych powodów często powierzano mu obowiązki asystenta reżysera. Grane przez Michała Milczarka główne role wymagały największego wysiłku w przygotowanie. Wszystko to świadczy o autentycznym, wrodzonym talencie aktorskim oraz wysokich umiejętnościach animacyjnych i interpretacyjnych. O popularności Michała Milczarka świadczą listy widzów, które pełne są autentycznego, dziecięcego zachwytu dla jego dokonań scenicznych. Warto też podkreślić talent pedagogiczny aktora, który niejednokrotnie udzielał cennych wskazówek młodym adeptom sztuki lalkarskiej oraz prowadził kursy dla nauczycieli - animatorów szkolnych zespołów "żywego słowa".
Oprócz pracy w teatrze w latach 1992–2002 pracował jako instruktor teatralny w Domu Pomocy Społecznej w Machowinie k. Słupska, prowadząc tam zespół "Kubuś". Spektakle, które przygotowywał z niepełnosprawnymi podopiecznymi zadziwiały swym profesjonalizmem na przeglądach twórczości. Aktor przez szereg lat aktywnie uczestniczył w imprezach na rzecz dzieci z ubogich rodzin, w domach dziecka, na oddziałach szpitalnych i dla dzieci zagrożonych patologiami społecznymi.
W okresie zatrudnienia w PTL "Tęcza" pełnił funkcję Prezesa Słupskiego Oddziału Związku Artystów Scen Polskich oraz Przewodniczącego Związku Zawodowego Pracowników Kultury i Sztuki, działającego przy PTL "Tęcza".
Od września 2002 r. aktor przebywał na emeryturze. Nie stracił jednakże kontaktu z zawodem i w miarę zapotrzebowania był angażowany do poszczególnych ról. W kwietniu 2007 r. obchodził jubileusz 45-lecia pracy artystycznej.